# Berghofen (Dortmund)
Berghofen, Dortmund-Berghofen (dolnoniem. Beärghoawen) – dzielnica miasta Dortmund w Niemczech, w kraju związkowym Nadrenia Północna-Westfalia, w okręgu administracyjnym Aplerbeck.